# Maja Schmidt
Viva Maria ("Maja") Charlotta Schmidt, född Södergren 11 september 1879 i Östra Eds församling i Kalmar län, död 12 mars 1972 i Engelbrekts församling i Stockholm, var en svensk rikslottachef.

## Biografi
Maja Schmidt var det äldsta av fyra barn till Viva Södergren och hennes make Jesper Södergren. Hon växte upp i Skaraborg och år 1901 gifte hon sig med löjtnant Tell Schmidt.
När maken 1922 utsågs till militärbefälhavare på Gotland flyttade familjen till Visby. Det var där som Maja Schmidt första gången kom i kontakt med den då nystartade lottarörelsen. Under pingsthelgen 1925 anlände Stockholms landstormsförbund till Gotland för en stor övning, som i sin helhet hade finansierats genom insamlingar av Landstormsförbundets kvinnoförening. Våren 1926 kallade paret Schmidt, tillsammans med Gotlands landshövding Gustaf Roos och hans hustru Elisabeth, till ett möte för att bilda en gotländsk motsvarighet till det stockholmska landstormsförbundet och dess kvinnoförening. Kvinnoföreningen valde namnet Gotlands Nationalbevärings kvinnoförbund och till dess ordförande valdes Maja Schmidt. Under de följande två åren verkade Maja Schmidt för att etablera lokalavdelningar till förbundet runt om på Gotland samt hjälpa föreningarna att bistå männens avdelningar praktiskt och ekonomiskt. De stora nedskärningarna i statens försvarsbudget under 1920-talet innebar en försvagning av Gotlands militära försvar. Enligt Maja Schmidt var detta en viktig förklaring till gotlänningarnas stora engagemang för den försvarsfrivilliga verksamheten och kvinnornas penninginsamlingar till densamma.
År 1928 fick Maja Schmidts make en övergångsstat i Stockholm varpå hon sökte sig till Föreningen Stockholms landstorms kvinnor (numera Stockholms armélottakår). När dess grundare och tillika ordförande, Tyra Wadner, kort därpå lämnade staden tog Maja Schmidt över rodret.
Som ordförande för Stockholmsavdelningen blev Maja Schmidt också förgrundsgestalt för den snabbt växande lottarörelsen nationellt. Det var Stockholmsavdelningen som samordnade lokalföreningarna och när det 1931 bildades ett nationellt kvinnoråd under Landstormsförbundet blev Maja Schmidt dess ordförande. Drygt tio år senare, då landstormskvinnorna separerade från landstormsrörelsen och blev en självständig organisation under namnet Riksförbundet Sveriges lottakårer, valdes hon på nytt till dess ordförande och verkade på denna post fram till sommaren 1945. Maja Schmidt ledde följaktligen lottarörelsen genom större delen av dess etableringsfas liksom hela beredskapsperioden med snabb medlemsökning och kraftig verksamhetsexpansion.
I lottarörelsens tillbakablickar och jubileumstexter beskrivs Maja Schmidt ofta som en glad och varm person med en speciell förmåga att tala med och entusiasmera såväl medlemmar som allmänhet och kungligheter.
Inför Maja Schmidts 65-årsdag genomfördes en insamling inom lottarörelsen till en fond i hennes namn, där avkastningen skulle kunna användas till att ge henne en årlig pension. Maja Schmidt avled 1972 i en ålder av 92 år. Hon är begravd bredvid sin make på Berga kyrkogård utanför Mariestad.